# ブライアン・バーチ
ブライアン・ジョン・バーチ FRS（Bryan John Birch、1931年9月25日 - ）は、イギリスの数学者である。バーチ・スウィンナートン＝ダイアー予想の名は、バーチに因む。

## 生涯
バーチは、バートン・オン・トレントに、アーサー・ジャックとメアリー・イーディス・バーチの息子として生まれた。バーチはシュルーズベリー校とケンブリッジ大学トリニティ・カレッジで教育を受けた。1961年、バーチはジーナ・マーガレット・キリストと結婚した。二人の間には3人の子供がいる。

## 業績
ケンブリッジ大学の博士課程だったとき、バーチはJ. W. S. キャッセルズの下で公式には研究していた。ハロルド・ダヴェンポートに対してより影響され、バーチの定理を証明した。これは、ハーディ・リトルウッドの円周法を用いて導かれた結果の一つであり、変数の「十分大きな」集合における奇数次の有理形式は0を表現できる可能性があることを示している。
そして、バーチはピーター・スウィンナートン＝ダイアーと共に、楕円曲線のハッセ・ヴェイユのゼータ関数に関連する計算を行った。後に定式化される、楕円曲線の階数とL-関数の零点の位数が関連するという二人の予想は、1960年代半ばから先、数論の発展に影響を及ぼした。1971年頃、バーチはモジュラー記号を導入した。2016年時点で、わずかな部分的結果が得られている。
後年の業績において、バーチは代数的K理論(バーチ・テイト予想)に貢献した。そして、ヒーグナー点の役割についてのアイデアを定式化した。バーチは、クルト・ヒーグナーの当初は受け入れらなかった類数1の問題に関する独創的な業績を再考察した中の一人だった。バーチは、グロス・ザギエの定理が証明された文脈をまとめ上げ結論を出した。バーチとグロスの往復書簡は現在出版されている。

## 賞と栄誉
バーチは1983年の秋、プリンストン高等研究所の訪問研究者だった。1972年バーチは、王立協会のフェローに選出され、ロンドン数学会から1993年にシニア・ホワイトヘッド賞を、2007年ド・モルガン・メダルを、2021年王立協会からシルヴェスター・メダルを授与された。2012年、バーチはアメリカ数学会のフェローになった。

## 一部の著作物
- Computers in Number Theory. (editor). London: Academic Press, 1973.
- Modular function of one variable IV (editor) with W. Kuyk. Lecture Notes in Mathematics 476.  Berlin: Springer Verlag, 1975.
- The Collected Works of Harold Davenport. (editor). London: Academic Press, 1977.